# Pyrop
Pyrop (Werner, 1803), chemický vzorec Mg3Al2[SiO4]3 (křemičitan hořečnato-hlinitý), je krychlový minerál ze skupiny granátu.
Název minerálu pochází z řeckého pyropos – podobný ohni a odkazuje na barvu nerostu. Pyropy z nalezišť v Čechách se označují jako český granát.

## Původ
Pyropy jsou typickým minerálem bazických až ultrabazických magmatických hornin, jako jsou peridotity (olivínovce) nebo dunity. Dále se pyropy nacházejí v hadcích vzniklých přeměnou peridotitů. Jako všechny granáty i pyropy vzdorují větrání, proto je většinou nacházíme v náplavech.

## Morfologie
Dobře vyvinuté krystaly.

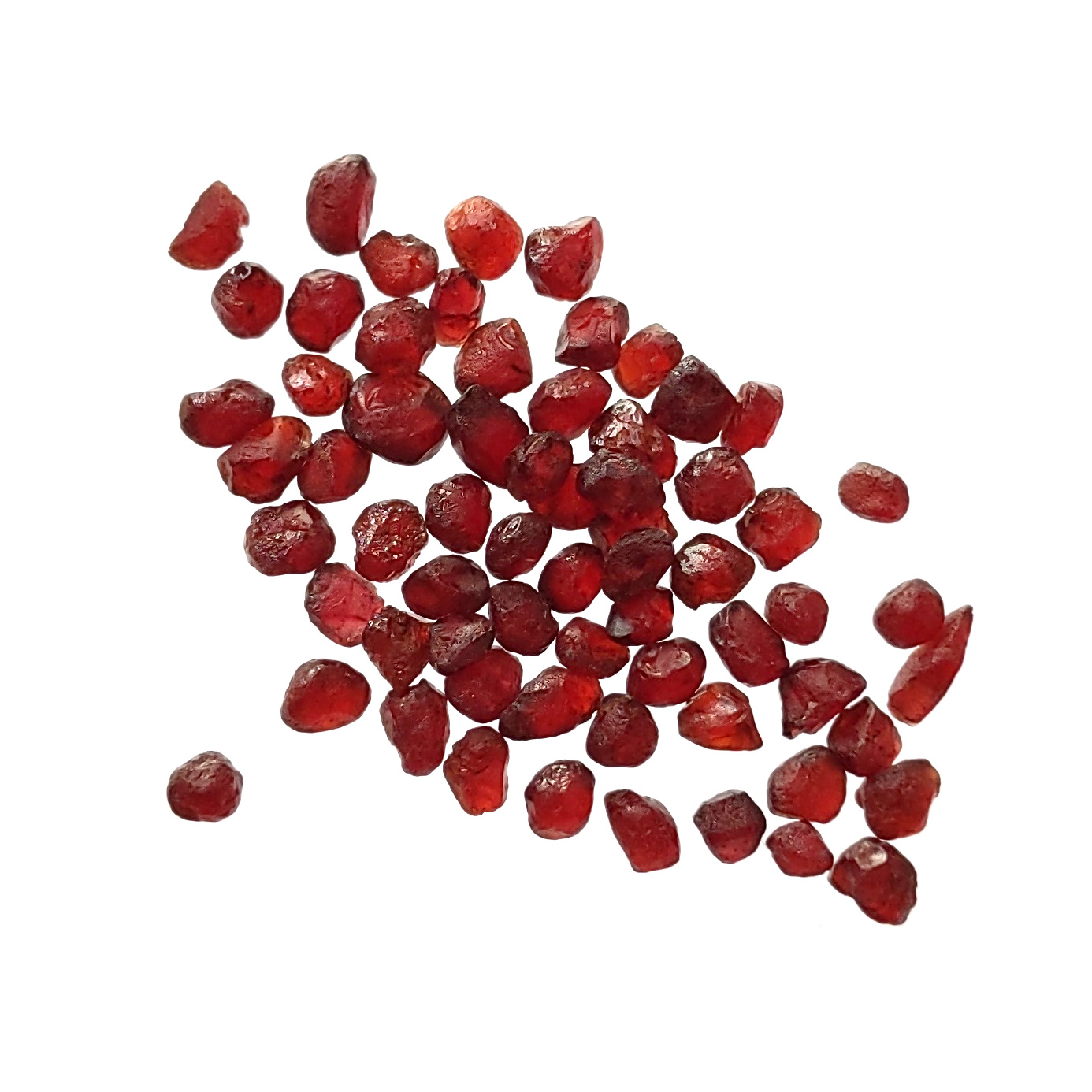
Pyropy z Česka

- Fyzikální vlastnosti: Tvrdost 7–7,5, křehký, hustota 3,65 – 3,84 g/cm³, štěpnost velmi nedokonalá podle (110), lom lasturnatý.
- Optické vlastnosti: Barva: tmavé odstíny červené (fialovočervená, purpurová, černočervená). Lesk skelný až hedvábný, průhlednost: průhledný až průsvitný, vryp bílý.
- Chemické vlastnosti: Složení: Mg 18,09 %, Al 13,39 %, Si 20,90 %, O 47,63 %, příměsi Fe, Mn, Ca.

## Podobné minerály
- eudialyt, spinel, rubín

## Parageneze
- ilmenit, flogopit, olivín, obecný amfibol, plagioklasy, pyroxeny, diamant, kyanit, rutil, chlority, titanit, glaukofán, omfacit

## Získávání
Z rozsypů a náplavů, při těžbě jiných minerálů (diamanty).

## Historie
Pyrop byl od starověku v Evropě nejoblíbenější ze skupiny červeně zabarvených granátů. Popsal jej například Plinius. Od raného středověku (asi od 5. století n. l.) se sbíral v Českém středohoří a vyvážel se pro klenotnictví. Užíval se v oděvním šperku, k výzdobě záštity a pochvy bodných i sečných zbraní v celé Evropě.

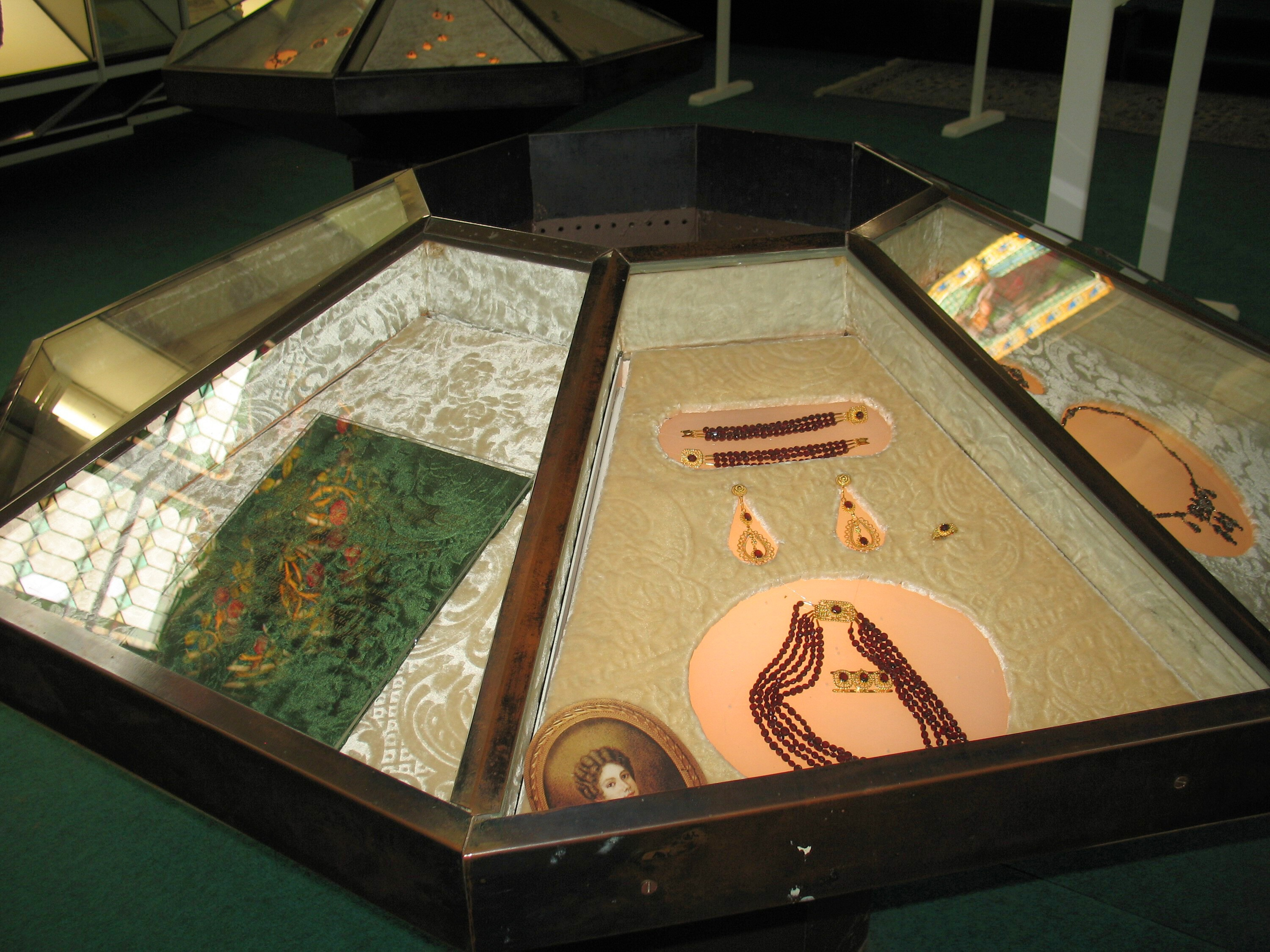
Repliky granátových šperků Ulriky von Lewetzow, vystavené v Muzeu českého granátu v Třebenicích

Archeologickými nálezy byl zjištěn až u Visigótů na území dnešního Španělska, v četných památkách dynastie Merovejců, například v pokladu franského krále Childerika I. (+481/482) z Tournai, přes germánské dílny v Podunají, (např. pohřebiště Apahída v Rumunsku) až po turko-tatarské kočovné národy na Kavkazu a v západním Íránu. K nejvýznamnějším archeologickým nálezům tohoto období patří poklad germánského velmože z Blučiny - Cézav u Brna z 5. století (Moravské zemské muzeum v Brně).
České šperky doby gotické s pyropy, pocházející ze 13.–15. století, jsou ve sbírkách Národního muzea v Praze a v pokladu katedrály sv. Víta na Pražském hradě. O výskytu pyropů v Čechách a o mineralogické sbírce císaře Rudolfa II. na Pražském hradě napsal císařův dvorní lékař a mineralog Anselm Boëtius de Boodt kapitolu ve spisu Gemmarum et lapidum historia, poprvé vydaném roku 1608. Rudolfínští zlatníci a klenotníci z rodin Miseroniů, Castrucciů, ale také mnozí další mistři období manýrismu a baroka v Praze, Norimberku či Augsburgu si pyropy velmi oblíbili jako rámující kaménky. Největší Boëtiem zmíněný granát o velikosti holubího vejce je však podle posledního gemologického průzkumu almandin. Je zasazen mezi dva pyropy do Řádu zlatého rouna, klenotnické práce pražského mistra Františka Kryštofa Diesbacha z roku 1746, a vystaven v pokladu saských kurfiřtů v Neues Grünes Gewölbe v Drážďanech.
Roku 1742 císařovna Marie Terezie zakázala vývoz surových pyropů z Čech a tím umožnila monopol zpracovávání tohoto granátu klenotníky z českých zemích. Většina dochovaných šperků s českými granáty pochází z 19. až 1. poloviny 20. století a je vytvořena nýtkovou technikou v pavé. Jsou to shodně vybroušené granátové routy či tabulky, dlaždicovitě poskládané v kovovém rámečku a připevněné pomocí nýtků. Z kovů se v historii nejčastěji užívalo tzv. granátové zlato o nízké ryzosti 250/1000, které je slitinou zlata a mědi. Na nádobí a klenoty větších rozměrů, stejně jako na šperky, se užívalo také stříbro, stříbrný filigrán, tombak nebo měď.

## Sbírky
Sbírky historického šperku, galanterie a nádobí zdobeného českými granáty má několik českých muzeí:

### Národní muzeum v Praze
- Největší sbírka uměleckých prací o více než 600 příkladech z období od středověku do poloviny 20. století[4] a sbírka národopisných prací o 100 příkladech jsou v Historickém muzeu Národního muzea v Praze, tamže v Přírodovědném muzeu má mineralogická sbírka také největší kolekci nebroušených granátů[5].

### Další významné kolekce
- Muzeum českého granátu v Třebenicích, sbírku sestavil zakladatel zdejšího muzea Václav Pařík; po zrušení byla sbírka včleněna do Oblastního muzea v Litoměřicích.
- Uměleckoprůmyslové muzeum v Praze.
- Moravská galerie v Brně, (Uměleckoprůmyslové muzeum, Husova 14).
- Muzeum Českého ráje v Turnově.
- Oblastní muzeum v Mostě (originální souprava šperků Ulriky von Levetzow)
- Městské muzeum v Lomnici nad Popelkou
- Městské muzeum v Nové Pace
- Svatovítský poklad v Praze.
- Loretánský poklad v Praze.
- Kolekce Družstva umělecké výroby Granát Turnov.

## Využití
Pyropy se brousí do podoby fasetovaných brusů, především briliantů a rout, méně do čočkovců nebo kulovitých korálků. V minulosti byly oblíbené granátové šňůry a růžence, sestavené z provrtaných, pouze přibroušených surových zrn. Pyropy se pro svou tvrdost používají též do ložisek jemných přístrojů. Zvláště výhodné jsou jako kotvové kameny pro velmi přesné hodiny. Pyrop má ze všech granátů nejvýhodnější fyzikální vlastnosti, hlavně tepelnou vodivost a elasticitu. Lze ho též použít jako vynikající brusný a lešticí materiál.

## Naleziště

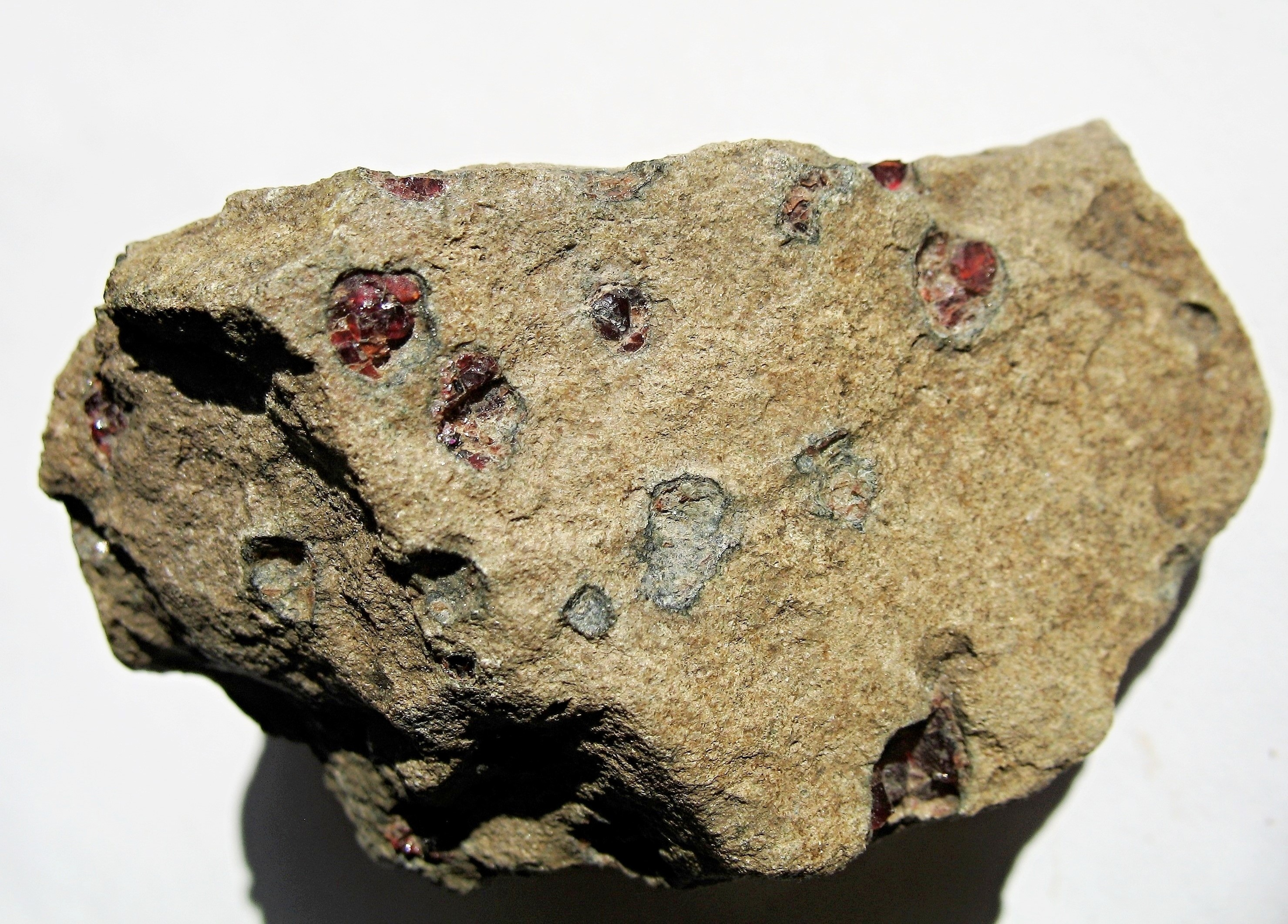
Mateční hornina s pyropy, vrch Linhorka u Třebívlic

Hojný minerál. Ze všech pyropů jsou pro vynikající fyzické vlastnosti (nespalitelnost, probarvení, aj.) nejvíce ceněné granáty z Čech, přestože mají jen malé rozměry. Průměr 5 milimetrů se již považuje za výjimečný a 8 milimetrů je raritní. Jihoafrické pyropy, tzv. Kapské rubíny, americké tzv. Arizonské rubíny, a českými klenotníky oblíbené pyropy z Tanzanie jsou větší.
- Česko – Nejznámějším nalezištěm jsou jižní svahy Českého středohoří, podél geologického zlomu mezi Bílinou a Litoměřicemi, zejména (70 km2 v okolí Třebívlic, Třebenic, Podsedic, Dlažkovic a Měrunic). Ložiska se nalézají v náplavech (pyropové štěrky). Primárních výskytů je málo (vrch Linhorka). ** Jiná česká naleziště: Jičín a Stará Paka v Podkrkonoší, Mohelno, okolí Kolína nad Labem.
- Další výskyty pyropů jsou na nalezištích diamantů u Kimberley v Jihoafrické republice, v Tanzanii, v Arizoně v USA a v kimberlitech na nalezištích diamantů v Jakutsku v Rusku. Podle jednotlivých nalezišť bývá pyrop označován nejen jako český granát, ale i obchodními názvy jako "kapský rubín" nebo "arizonský rubín". Švýcarské a jihoafrické pyropy jsou hůře probarvené než kameny z Čech (české granáty). Méně významná naleziště jsou v Mongolsku, Barmě, Austrálii, v Makonde v Tanzanii a v Minas Gerais v Brazílii. Růžovočervené až nafialovělé směsi pyropu a almandinu, tzv.pyralmandin a (rhodolity) se nacházejí v Kalifornii.